# Landry Bender
Landry Bender (n. 3 august 2000, Chicago, Illinois, SUA) este o actriță americană.

## Legături externe
- Landry Bender la Internet Movie Database
- Landry Bender pe Twitter